# Diplommatina kakenca
Diplommatina kakenca is een slakkensoort uit de familie van de Diplommatinidae. De wetenschappelijke naam van de soort werd voor het eerst geldig gepubliceerd in 2017 door Nurinsiyah en Hausdorf.